# Celtis spinosa
Celtis spinosa là một loài thực vật có hoa trong họ Cannabaceae. Loài này được Spreng. mô tả khoa học đầu tiên năm 1824.